# 竜門温泉
竜門温泉（りゅうもんおんせん）は、大分県玖珠郡九重町にある温泉。龍門温泉とも表記する。九重九湯のひとつに数えられる。

## 泉質
- 強アルカリ性単純温泉
  - 泉色：無色透明
  - 泉温：43℃、48℃
  - pH：8.7
  - 源泉数：2
  - 飲用：可
  - 効能：
    - 浴用：神経痛、筋肉痛、五十肩、冷え性、リュウマチ、打ち身、運動マヒ
    - 飲用：通風・便秘

※ 効能は万人に対してその効果を保障するものではない。

## 温泉地
九重町北部の玖珠川支流松木川の上流にあり滝滑りで知られる竜門の滝近くに温泉地は位置する。滝の周辺に数軒の旅館が点在している。

## 歴史
昭和50年代前半に開かれた。

## アクセス
- 鉄道・バス：JR九州久大本線豊後森駅から日田バス田代行きで約20分、竜門の滝停留所下車
- 車：大分自動車道九重ICから国道210号、県道409号を竜門方面へ約11km